# It’s Kind of a Funny Story
It’s Kind of a Funny Story ist eine US-amerikanische Tragikomödie von 2010 von Anna Boden und Ryan Fleck. Der Film basiert auf dem gleichnamigen Buch von Ned Vizzini aus dem Jahr 2006. Die Hauptrollen spielen Keir Gilchrist, Zach Galifianakis, Emma Roberts und Viola Davis.

## Handlung

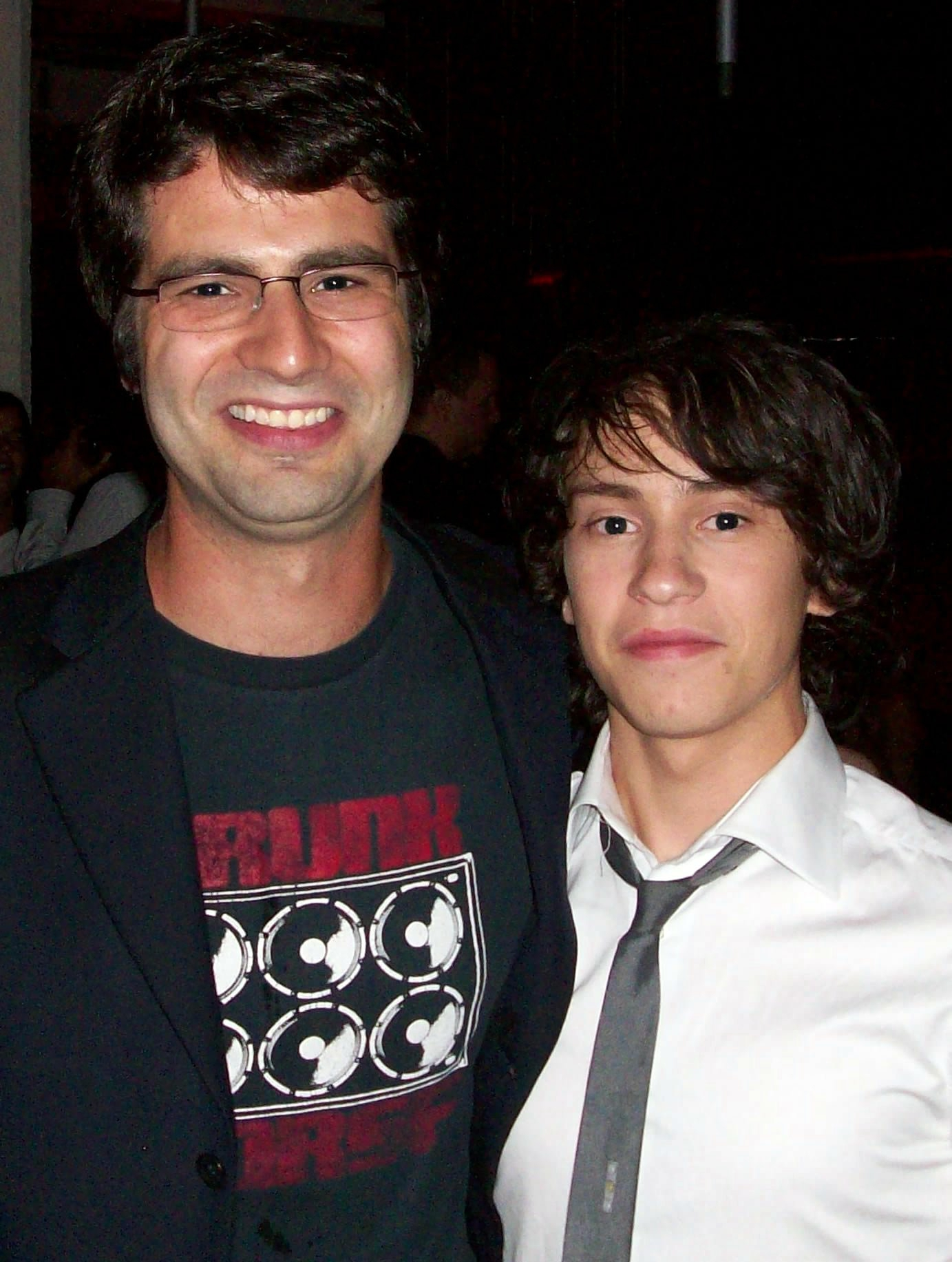
Autor Ned Vizzini und Schauspieler Keir Gilchrist am TIFF 2010

Nach wiederholten Suizidgedanken entscheidet sich der 15-jährige Craig Gilner, sich in die psychiatrische Abteilung eines Krankenhauses einweisen zu lassen. Craig erklärt dem diensthabenden Dr. Mahmoud, dass er sofort Hilfe braucht, und so weist ihn dieser in die Psychiatrie des Krankenhauses ein. In kurzen Rückblenden erfährt man, dass auf Craig, wegen seiner Schule, ein großer Druck lastet. Sein Vater will, dass er sich für eine prestigeträchtige Sommerschule bewirbt. Auch steht er immer im Schatten seines besten Freundes Aaron. Craig ist außerdem schon seit zwei Jahren in dessen Freundin Nia verliebt. Da die Jugendpsychiatrie derzeit renoviert wird, ist Craig gemeinsam mit ein paar weiteren Teenagern in der Erwachsenenpsychiatrie untergebracht.
Craig wird Bobby vorgestellt, ein erwachsener Patient, der behauptet, dass er hier nur auf Erholungsferien ist. Während einer Diskussionsrunde bemerkt Craig, dass Bobby Angst vor einem Bewerbungsgespräch hat, welches ihm jedoch eine neue Zukunft eröffnen könnte. Als Bobby erklärt, dass er keine passende Kleidung für das Gespräch hat, leiht ihm Craig ein Hemd seines Vaters. Noelle, eine jugendliche Patientin, die wegen selbstverletzenden Verhaltens hier ist, bemerkt diese nette Geste und gibt ihm einen Zettel mit einer Einladung zu einem Treffen am Abend. Später machen Craig und Noelle bei einer Zeichenstunde mit.
Langsam gewöhnt sich Craig ein und schließt Freundschaft mit den anderen Patienten, vor allem mit Bobby und Noelle. Bobby erzählt Craig, dass er Vater eines kleinen Mädchens ist und dass er in Wahrheit in der Klinik ist, weil er sechsmal versucht hat, sich das Leben zu nehmen. Als Craig Bobby bei seinen Problemen hilft, revanchiert sich Bobby und gibt Craig Tipps, Noelle zu erobern. Eines Abends besucht Nia Craig und erzählt ihm, dass sie und Aaron Schluss gemacht haben. Craig geht mit Nia auf sein Zimmer, wo sie versucht, ihn zu verführen. Doch Craigs Zimmerkollege Muqtada, ein alter Ägypter, der noch nie seinen Raum verlassen hat, stört die beiden. Als Nia aus dem Zimmer rennt, folgt Craig ihr und sagt, dass er sie liebt, nicht wissend, dass hinter ihm Noelle steht. Wütend rennt Noelle weg, ein Selbstporträt liegen lassend, das sie Craig schenken wollte.
Doch Craig entschuldigt sich bei Noelle, und so schleichen sich die beiden aus der Psychiatrie weg. Schließlich landen sie auf dem Dach des Krankenhauses, wo Craig sich endlich durchringt, Noelle um ein Date zu bitten. Noelle sagt ja und küsst ihn. Bei einem Gespräch mit der Abteilungsleiterin erklärt Craig, dass er seinem Traum folgen und Künstler werden will. Er hat auch realisiert, dass seine Probleme nicht so schlimm sind, wie die manch anderer Patienten. Am Abend veranstaltet Craig eine Pizza-Party, als Verabschiedungsfeier für Bobby und ihn. Bei der Feier spielt Craig ägyptische Musik und motiviert so Muqtada, seinen Raum zu verlassen. Craig macht auch mit Bobby aus, dass sie sich einmal nach ihrer Entlassung treffen sollten.
Am nächsten Morgen fragt Craig, wo Bobby ist, doch es wird ihm gesagt, dass dieser bereits früh am Morgen entlassen wurde. Nachdem Craig das Krankenhaus verlassen hat, sieht man, wie er beginnt, sich mit Noelle zu verabreden. Auch sieht man, wie er sich wieder näher mit Aaron und Nia (die wieder zusammen sind) befreundet, eine Karriere als Künstler startet und seinem Vater erklärt, dass er seinen Weg gehen und nicht die Sommerschule besuchen wird. Am Ende erklärt Craig, dass er nicht endgültig geheilt ist, doch dass der Aufenthalt viel geholfen hat und er es mit Hilfe seiner Freunde und seiner Familie schaffen wird.

## Soundtracks
| Nr. | Titel                    | Interpret             |
| --- | ------------------------ | --------------------- |
| 1.  | Not at My Best           | Broken Social Scene   |
| 2.  | Smash It Up              | The Damned            |
| 3.  | Happy Today              | The Wowz              |
| 4.  | Icarus                   | White Hinterland      |
| 5.  | Where You Go             | Elden Calder          |
| 6.  | The Ills                 | Mayer Hawthorne       |
| 7.  | Da Rockwilder            | Method Man and Redman |
| 8.  | Tourist in Your Town     | Pink Mountaintops     |
| 9.  | Where Is My Mind?        | Maxence Cyrin         |
| 10. | Blood                    | The Middle East       |
| 11. | Check Me Out             | Little Denise         |
| 12. | Habina                   | Rachid Taha           |
| 13. | Major Label Debut (Fast) | Broken Social Scene   |
| 14. | Sweet Number One         | Broken Social Scene   |

## Produktion
Die Aufnahmen begannen am 30. November 2009 in New York und dauerten bis zum 13. Mai 2010. Die Schulszenen in der fiktiven Executive Pre-Professional High School wurden auf der Poly Prep Country Day School in Brooklyn gedreht. Das ebenfalls in Brooklyn befindliche Woodhull Medical Center war das Vorbild für das Argenon Hospital.
Die kanadische Indie-Rock-Band Broken Social Scene steuerten den Soundtrack bei. Der Titelsong Oh My God ist jedoch von Ida Maria.

## Veröffentlichungen
Der Film wurde 2010 im Rahmen des Toronto International Film Festivals gezeigt und lief ab dem 8. Oktober 2010 in ausgewählten US-amerikanischen Kinos. In Deutschland lief It’s Kind of a Funny Story nicht im Kino, sondern wurde lediglich auf DVD veröffentlicht.

## Kritiken
„Es ist den Filmemachern hoch anzurechnen, dass sie ‚It’s A Kind Of Funny Story‘ [sic!] so unterhaltsam inszeniert haben. Die fehlenden Spannungsmomente in der Geschichte werden durch geschickt verteilte Humorpointen und die starken Darsteller locker wettgemacht.“

„‚It’s Kind of a Funny Story‘ ist eine Hommage an das Leben.“

„Es ist ein zweischneidiges Schwert. Trotz des genreunüblichen Settings kommt einem in ‚It’s Kind of a Funny Story‘ alles irgendwie (zu) bekannt vor, sei es aus diversen Teenie-Komödien oder eben aus ‚Einer flog übers Kuckucksnest‘“

Bei Metacritic erreicht der Film einen Metascore von 63 %. Von den bei Rotten Tomatoes gesammelten Filmkritiken fallen 58 % positiv aus, bei einem Durchschnittswert von 6,0 von 10.